# Исахая Сигэкадо
Исахая Сигэкадо (яп. 諫早 茂門, 8 февраля 1663 — 16 апреля 1680) — самурай княжества Сага периода Эдо, 5-й глава рода Исахая. 

## Биография
Родился 8 февраля 1663 года как четвёртый сын Исахаи Сигэдзанэ, владетеля деревни Исахая. 6 сентября 1672 года его отец Сигэдзанэ умер, и 13 октября Сигэкадо унаследовал главенство в семье.
В 1673 году, когда английский корабль «Ретурн» прибыл в Нагасаки с просьбой возобновить англо-японскую торговлю, в Исахае был организован отряд стрелков и отправлен для охраны порта Нагасаки.
Исахая Сигэкадо умер 16 апреля 1680 года в возрасте 17 лет. Был похоронен в семейном храме Тэнъю-дзи в Исахае. Главенство в семье унаследовал его младший брат Сигэмото.
Существуют документы, в которых говорится, что в 1699 году Сигэкадо из-за финансовых трудностей и сложности ремонта разрушил замок Исахая (ныне территория парка Исахая), который на протяжении поколений принадлежал его семье, и построил новую резиденцию. Однако известно, что к этому времени Сигэкадо уже умер, а в 1699 году главой рода являлся Исахая Сигэхару.